# Servicio de alojamiento gratuito
Un alojamiento web gratuito (también conocido como hosting gratis) es un servicio que permite a los usuarios publicar sitios web, y en algunos casos tener servicio de correo electrónico o base de datos de manera gratuita.
Al registrarse en un servicio de "hosting gratis" el usuario normalmente obtiene un panel de control desde el cual podrá administrar el servicio y una dirección URL desde la cual se podrá acceder al sitio.
Hay una gran variedad de sitios y empresas que brindan servicios de “alojamiento web gratuito”, cada una de ellas tienen sus particularidades en cuanto al tipo de servicio brindado y las condiciones del mismo.

## Algunos tipos de alojamiento web gratuito

### Hosting gratis a cambio de posts
En este tipo de alojamiento el usuario debe participar de manera activa en un determinado foro o comunidad para poder acceder al servicio de hosting de manera gratuita.

### Hosting gratis a cambio de publicidad
En este tipo de alojamiento el usuario debe agregar publicidad (suministrada por la empresa de hosting) en su sitio web para poder acceder al servicio de hosting de manera gratuita. En algunos casos la publicidad es agregada de manera automática en la parte inferior o superior del sitio.

### Hosting gratis sin nada a cambio
En este tipo de alojamiento no se le solicita nada a cambio al usuario, que no necesita poner publicidad en su sitio ni participar en foros o comunidades. Algunas de estas empresas se financian llevando clientes a otras empresas de hosting pago o vendiendo "upgrades" de las cuentas de hosting gratis.

## Algunos servicios conocidos
Hace tiempo Yahoo lanzó en su día el proyecto Geocities, Lycos Cada uno de ellos basaba su competitividad en un aspecto diferente. Geocities apostó por 15 Mb de almacenamiento. Lycos supuso la unión perfecta de un sistema sencillo e intuitivo al alcance del usuario medio. En lo que toca a Geocities, ya no existe.
Otros servicios han intentado hacerse con el terreno. Surgieron así en su día algunos como 50 Megs o Freeservers, ninguno de ellos lo fue suficientemente fuerte como para superar a Geocities, que ha sido pionero y líder durante muchos años en el sector y ahora es una historia clásica de este asunto. Recientemente se ha incorporado a esta batalla Google, con su nuevo producto Google Page Creator. Su punto fuerte consiste en el sencillísimo manejo de su WYSIWYG (What You See Is What You Get) y su oferta de 100 Mb de almacenamiento gratuito. 
En España surgieron también empresas en dar alojamiento gratuito, como Galeon, que ha ido evolucionando hacia hosting de pago, o iespaña, telepolis, GeneSitios o miarroba. 
Uno de los servicios que han sido lanzados recientemente es uCoz que ofrece la posibilidad de crear sitios web gratis. Además se ofrecen dominios gratuitos. Junto con este servicio existen otros más que brindan la posibilidad de ir creando y gestionando los proyectos en el Internet: actiweb.es, everyoneweb.es.

## Limitaciones
Las posibilidades del alojamiento gratuito generalmente están limitadas al comparar los alojamientos de pago. Eso lleva a que tal alojamiento mayormente conviene para crear los sitios web personales o sitios sin fines de lucro. Aunque hay servicios que ofrecen el alojamiento gratuito al nivel del de pago. Eso se explica que se espera que tal proyecto a lo largo de su desarrollo necesitará los correspondientes servicios de pago. 
- Espacio en disco limitado;
- Limitación del tamaño de cada archivo;
- Limitación de los ciertos nombres de archivos. E.g., están prohibidos *.jfif, *.exe etc;
- Limitación de cierta información (como ejemplo podemos mencionar la prohibición del temario erótico o pornográfico. Unos de ellos lo permiten pero con las limitaciones;
- Ausencia del soporte de los scripts de servidor y sistema de gestión de base de datos o una cierta limitación de su utilización;
- Dominio sólo de tercer nivel. Últimamente se ofrecen los nombres de dominio de segundo nivel en las zonas .biz, .info etc.

Algunas limitaciones pueden evitarse al utilizar los servicios adicionales. Por ejemplo, Free scripts permite realizar algunas operaciones sin que se utilizaran los scripts.
- Datos: Q1417348